# 南汇玫瑰聖母堂

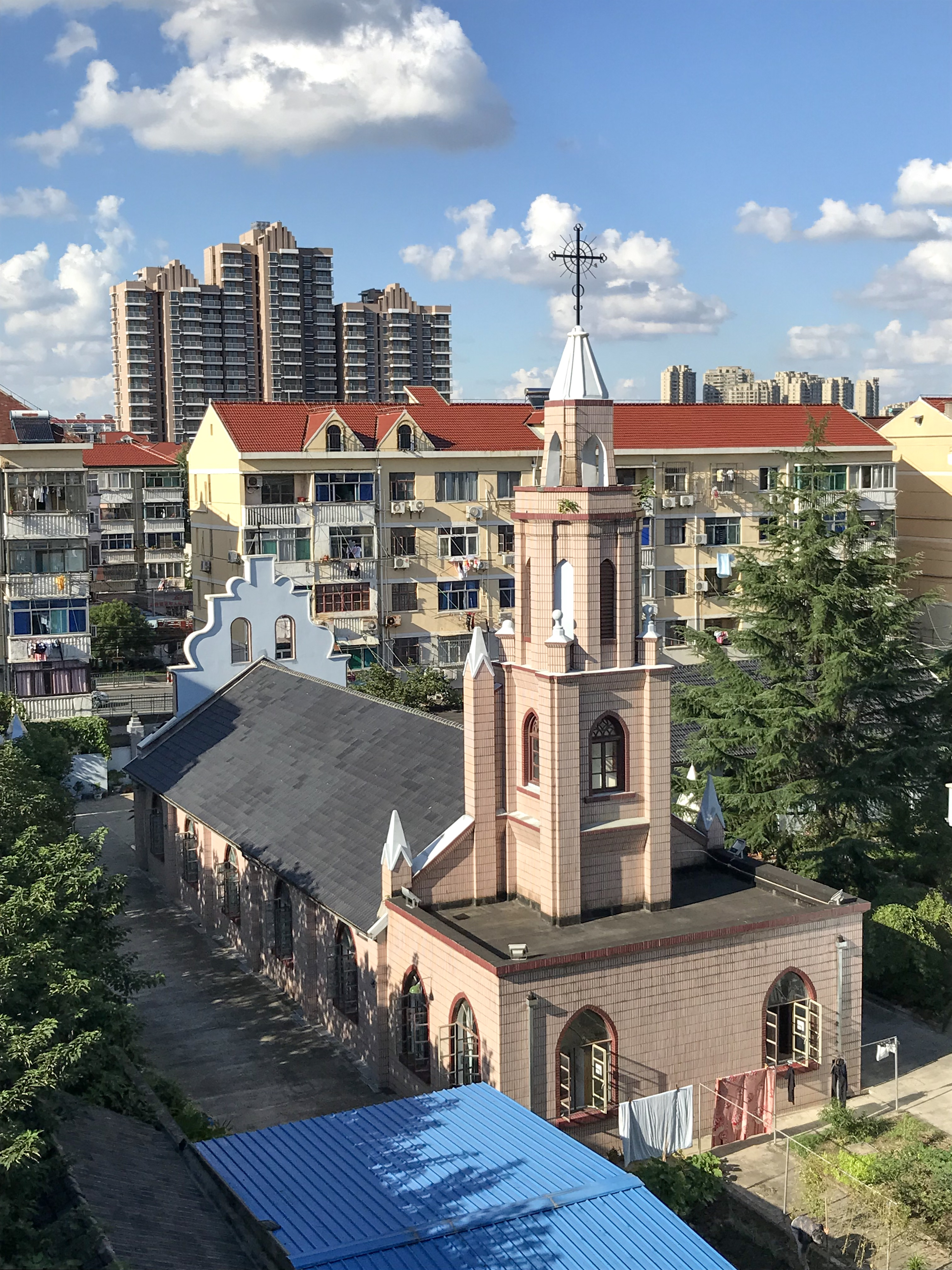

南汇玫瑰圣母堂又名西门天主堂，是天主教上海教区浦东总铎区的一座天主教堂，位于上海市浦东新区惠南镇人民西路167号。
该堂建于近代。文化大革命期间，教徒的宗教活动受到强行禁止。1980年代恢复开放。2002年5月20日公布为浦东新区登记不可移动文物。